# Gwenllian av Wales
Gwenllian av Wales, född 1282, död 1337, var en walesisk prinsessa, dotter till furst Llywelyn den siste av Wales och Eleanor de Montfort. Hennes mor avled i barnsäng vid hennes födelse, och samma år inträffade Edvard I:s erövring av Wales, och hennes far avrättades. I egenskap av potentiell arvtagare till Wales blev Gwenllian fängslad i kloster i England i resten av sitt liv. 